# Can Sila
Can Sila és una masia situada al municipi d'Olot, a la comarca catalana de la Garrotxa.